# هلفيلة
الهلفيلة أو هلفيلا (الاسم العلمي: Helvella) هي جنس من الفطريات يتبع الفصيلة الهلفيلية من رتبة الفنجانيات.

## قائمة أنواع الهلفيلة
يوجد عدة أنواع من جنس الهلفيلة:	
- هلفيلة إبرية (الاسم العلمي:Helvella acicularis)
- هلفيلة أدمية (الاسم العلمي:Helvella corium)
- هلفيلة أرضية (الاسم العلمي:Helvella terrestris)
- هلفيلة برتقالية (الاسم العلمي:Helvella aurantiaca)
- هلفيلة بصيلية (الاسم العلمي:Helvella bulbosa)
- هلفيلة بيضاء (الاسم العلمي:Helvella alba)
- هلفيلة بيضاء ناصعة (الاسم العلمي:Helvella nivea)
- هلفيلة جريسية (الاسم العلمي:Helvella campanulata)
- هلفيلة حاملة العروق (الاسم العلمي:Helvella phlebophora)
- هلفيلة حرجية (الاسم العلمي:Helvella silvicola)
- هلفيلة حويصلية (الاسم العلمي:Helvella vesiculosa)
- هلفيلة خادعة (الاسم العلمي:Helvella fallax)
- هلفيلة درنية (الاسم العلمي:Helvella tuberosa)
- هلفيلة ذهبية (الاسم العلمي:Helvella aurea)
- هلفيلة رمادية (الاسم العلمي:Helvella cinerea)
- هلفيلة سريجية (الاسم العلمي:Helvella ephippium)
- هلفيلة سوداء (الاسم العلمي:Helvella nigra)
- هلفيلة سوداء مطفاة (الاسم العلمي:Helvella atra)
- هلفيلة شعثاء (الاسم العلمي:Helvella villosa)
- هلفيلة صرودية (الاسم العلمي:Helvella alpestris)
- هلفيلة صيفية (الاسم العلمي:Helvella aestivalis)
- هلفيلة صينية (الاسم العلمي:Helvella chinensis)
- هلفيلة عامودية (الاسم العلمي:Helvella columnaris)
- هلفيلة عدسية الشكل (الاسم العلمي:Helvella lentiformis)
- هلفيلة عديمة الساق (الاسم العلمي:Helvella acaulis)
- هلفيلة عريضة الأبواغ (الاسم العلمي:Helvella latispora)
- هلفيلة غاريقونية الشكل (الاسم العلمي:Helvella agariciformis)
- هلفيلة غائرة (الاسم العلمي:Helvella lacunosa)
- هلفيلة غبساء (الاسم العلمي:Helvella fusca)
- هلفيلة فنجانيانية (الاسم العلمي:Helvella pezizoides)
- هلفيلة قرمزية (الاسم العلمي:Helvella coccinea)
- هلفيلة قرنفلية (الاسم العلمي:Helvella caryophyllea)
- هلفيلة قرنية (الاسم العلمي:Helvella cornuta)
- هلفيلة قصيرة (الاسم العلمي:Helvella brevis)
- هلفيلة قصيرة الساق (الاسم العلمي:Helvella brevipes)
- هلفيلة قطبية (الاسم العلمي:Helvella arctica)
- هلفيلة قلنسوية (الاسم العلمي:Helvella cucullata)
- هلفيلة كارولينية (الاسم العلمي:Helvella caroliniana)
- هلفيلة كاليفورنية (الاسم العلمي:Helvella californica)
- هلفيلة كبيرة البذرة (الاسم العلمي:Helvella macrosperma)
- هلفيلة كبيرة الساق (الاسم العلمي:Helvella macropus)
- هلفيلة كروية الأبواغ (الاسم العلمي:Helvella sphaerospora)
- هلفيلة كريهة (الاسم العلمي:Helvella foetida)
- هلفيلة كوبية الشكل (الاسم العلمي:Helvella cupuliformis)
- هلفيلة كويزية (الاسم العلمي:Helvella cantharellus)
- هلفيلة لبدية (الاسم العلمي:Helvella tomentosa)
- هلفيلة ليفية (الاسم العلمي:Helvella fibrosa)
- هلفيلة متجانسة (الاسم العلمي:Helvella conformis)
- هلفيلة مترابطة (الاسم العلمي:Helvella affinis)
- هلفيلة متضامة (الاسم العلمي:Helvella connivens)
- هلفيلة متطاولة (الاسم العلمي:Helvella elongatum)
- هلفيلة متعجرة (الاسم العلمي:Helvella clavus)
- هلفيلة متغضنة (الاسم العلمي:Helvella corrugata)
- هلفيلة متموجة (الاسم العلمي:Helvella undulata)
- هلفيلة مجعدة (الاسم العلمي:Helvella crispa)
- هلفيلة محيرة (الاسم العلمي:Helvella confusa)
- هلفيلة مخددة (الاسم العلمي:Helvella costata)
- هلفيلة مخروطية (الاسم العلمي:Helvella conica)
- هلفيلة مدرعة (الاسم العلمي:Helvella amara)
- هلفيلة مرنة (الاسم العلمي:Helvella elastica)
- هلفيلة مسودة (الاسم العلمي:Helvella atrata)
- هلفيلة مضغوطة (الاسم العلمي:Helvella compressa)
- هلفيلة ملتبسة (الاسم العلمي:Helvella ambigua)
- هلفيلة ملتصقة (الاسم العلمي:Helvella adhaerens)
- هلفيلة ملعقية (الاسم العلمي:Helvella spathulata)
- هلفيلة منقبضة (الاسم العلمي:Helvella constricta)
- هلفيلة مهدبة (الاسم العلمي:Helvella ciliaris)
- هلفيلة نحيلة (الاسم العلمي:Helvella gracilis)
- هلفيلة وحيدة (الاسم العلمي:Helvella solitaria)
- هلفيلة وحيدة اللون (الاسم العلمي:Helvella unicolor)
- هلفيلة ورقية (الاسم العلمي:Helvella foliacea)
- هلفيلة وفيرة (الاسم العلمي:Helvella cornucopioides)
- (الاسم العلمي:Helvella acetabulum)
- (الاسم العلمي:Helvella aeruginosa)
- (الاسم العلمي:Helvella agaricoides)
- (الاسم العلمي:Helvella albella)
- (الاسم العلمي:Helvella albidula)
- (الاسم العلمي:Helvella albipes)
- (الاسم العلمي:Helvella arcto-alpina)
- (الاسم العلمي:Helvella astieri)
- (الاسم العلمي:Helvella aterrima)
- (الاسم العلمي:Helvella auriformis)
- (الاسم العلمي:Helvella badia)
- (الاسم العلمي:Helvella barlae)
- (الاسم العلمي:Helvella beatonii)
- (الاسم العلمي:Helvella bicolor)
- (الاسم العلمي:Helvella birretum)
- (الاسم العلمي:Helvella branzeziana)
- (الاسم العلمي:Helvella brassicae)
- (الاسم العلمي:Helvella brevissima)
- (الاسم العلمي:Helvella calyciformis)
- (الاسم العلمي:Helvella capucina)
- (الاسم العلمي:Helvella capucinoides)
- (الاسم العلمي:Helvella carnea)
- (الاسم العلمي:Helvella carthilaginea)
- (الاسم العلمي:Helvella cartilaginea)
- (الاسم العلمي:Helvella cerasina)
- (الاسم العلمي:Helvella ceratospermum)
- (الاسم العلمي:Helvella chrysophaea)
- (الاسم العلمي:Helvella cinerella)
- (الاسم العلمي:Helvella cinereocandida)
- (الاسم العلمي:Helvella cookeana)
- (الاسم العلمي:Helvella coralloides)
- (الاسم العلمي:Helvella corbierei)
- (الاسم العلمي:Helvella costifera)
- (الاسم العلمي:Helvella crassitunicata)
- (الاسم العلمي:Helvella craterella)
- (الاسم العلمي:Helvella cyathiformis)
- (الاسم العلمي:Helvella dalgeri)
- (الاسم العلمي:Helvella dimidiata)
- (الاسم العلمي:Helvella disciformis)
- (الاسم العلمي:Helvella discinoides)
- (الاسم العلمي:Helvella dovrensis)
- (الاسم العلمي:Helvella dryadophila)
- (الاسم العلمي:Helvella dura)
- (الاسم العلمي:Helvella engleriana)
- (الاسم العلمي:Helvella ephippioides)
- (الاسم العلمي:Helvella equina)
- (الاسم العلمي:Helvella erythrophaea)
- (الاسم العلمي:Helvella esculenta)
- (الاسم العلمي:Helvella exarata)
- (الاسم العلمي:Helvella fargesii)
- (الاسم العلمي:Helvella fastigiata)
- (الاسم العلمي:Helvella faulknerae)
- (الاسم العلمي:Helvella favrei)
- (الاسم العلمي:Helvella fibuliformis)
- (الاسم العلمي:Helvella fimetaria)
- (الاسم العلمي:Helvella fistulosa)
- (الاسم العلمي:Helvella flammea)